# 大久保茂男
大久保 茂男（おおくぼ しげお、1946年10月27日 - ）は、日本の理論物理学者。高知県立大学名誉教授。専門は原子核理論。原子核のクラスター構造（分子的構造）、原子核虹の研究などを行う。
京都大学理学博士。現在大阪大学核物理研究センター研究員、高知県立大学名誉教授。

## 経歴
高知県高知市出身。京都大学理学部に入学。物理学科でノーベル賞受賞者である湯川秀樹博士および中間子論建設の協力者、小林稔博士の教えを受ける。京都大学大学院理学研究科物理学第2専攻原子核理論研究室（小林稔 研究室）で原子核理論研究を行う。

## 略歴
- 1965年3月 高知学芸高等学校卒業
- 1969年3月 京都大学理学部物理学科卒業
- 1971年3月 京都大学大学院理学研究科物理学第二専攻修士課程
- 1975年3月 京都大学大学院理学研究科物理学第二専攻博士課程単位取得
- 1976年6月 高知県立高知女子大学 助教授
- 1977年3月 京都大学理学博士
- 1985年5月 オックスフォード大学理論物理学研究所客員研究員
- 1988年5月 国立モンス大学理学部客員研究員
- 1990年4月 高知県立高知女子大学 教授
- 1993年4月 オックスフォード大学原子核研究所客員研究員
- 1999年6月 州立モンス・エノー大学理学部客員研究員
- 2006年 大阪大学核物理研究センター 共同研究員
- 2011年 高知県立大学（大学名変更）教授
- 2012年 高知県立大学名誉教授、大阪大学核物理研究センター理論部 研究員

## 著作
- 『Alpha-clustering and molecular structure of medium-weight and heavy nuclei』（Progress of Theoretical Physics Supplement No.132 1998年）（編著）
- 『Oxford studies in Nuclear Physics No.22: Nucleon-Hadron Many Body Systems』（Oxford University Press, 1999年4月、分担執筆 S. Ohkubo, T. Yamaya and P.E. Hodgson, :Nuclear clusters)
- 大久保茂男『原子核のα粒子模型』パリティ (MARUZEN) 5(4) 48-50 1990年4月
- 大久保茂男『原子核に副虹が存在』パリティ (MARUZEN) 30(2) 32-34 2015年2月
- 大久保茂男『クラスター模型の展開』（学問の系譜 －アインシュタインから湯川・朝永へ－（京都大学基礎物理学研究所発行）28-41 2005年3月
- 大久保茂男『原子核の分子的構造：44Ti領域への展開』日本物理学会誌 45(9) 648-650 1990年9月
- F. Michel, G. Reidemeister and S. Ohkubo『Evidence for alpha-particle clustering in the nucleus 44Ti』Physical Review Letters 57(10) 1215-1218 1986年9月
- S.Ohkubo and Y. Hirabayashi『Evidence for a secondary bow in Newton's zero-order nuclear rainbow』Physical Review C (Rapid communications) 89(5) 051601  2014年5月
- S.Ohkubo『Alpha-clustering and structure of 94Mo and 212Po』Physical Review Letters 74(12) 2176-2179 1995年3月
- F. Michel, G. Reidemeister, and S. Ohkubo　『Luneburg lens approach to nuclear rainbow scattering』Physical Review Letters 89(15) 152701 2002年10月
- S. Ohkubo and K. Yamashita『Evidence for 16O+ 16O cluster bands in 32S』Physical Review C (Rapid communications) 66(2) 021301(R) 2002年8月

## 研究分野
- 物理学 / 素粒子・原子核・宇宙線・宇宙物理 / 理論物理学（原子核理論）

## 研究キーワード
理論物理学、ハドロン多体系、核理論、原子核のクラスター構造、原子核の虹散乱、虹理論、超変形とクラスター構造、αクラスター構造のボーズ・アインシュタイン凝縮、原子核の虹、核反応、場の理論的超流動クラスター模型

## 研究
京都大学在学中に湯川秀樹の講義をうけ，また1967年訪日したハイゼンベルグ (W. Heisenberg) の講義を聞く．物理学研究において根底思想としての哲学思想があることを知り影響を受ける．京都大学で研究中に日本で初めて開かれた１９７５年の原子核の国際会議で来日した英国のブリンク（David Brink），ベルギーのライデマイスター (G. Reidemeister)，ドイツのフォン　エーレツエン(W. Von Oertzen)と会い，後に共同研究することになる．　
　1969年ドイツ・ハイデルブルグにあるマックス・プランク・原子核物理学研究所のガウル(G. Gaul)らはα粒子を40Ca原子核に入射散乱させると１８０度近くの後方角度に異常に大きく散乱されることを発見した．それまで用いられ有効と考えられてきた標準的な光学ポテンシャル模型では全く理解できない現象であり，ラザフォード (E. Rutherford)がα粒子を金に散乱させて後方角に異常に多くα粒子が散乱されることから，原子の中心に固い芯があると考え，原子核の発見にいたったのと似たα粒子散乱の後方角異常散乱を彷彿させるこの未知の現象の背後に未知の原子核の秘密・謎があるのではないかと興味を持つ．当時日本を中心に勃興しつつあったアルファ・クラスター模型の視点から関心を寄せ研究に取り組む．アルファ・クラスター模型は歴史的には古く１９３７年に提唱された核模型であるが，殻模型，集団運動模型の登場により１９５０年代にいったんは否定された原子核模型である．1975年には日本で初めて東京大学原子核研究所と理化学研究所によって原子核のクラスター構造と反応に関する国際会議が開かれた．その国際会議ではのちに博士論文となるα粒子散乱の後方角異常とクラスター構造について講演発表した．この国際会議に出席したα粒子の後方散乱異常について研究していたオックスフォード大学のブリンクが会議後京都を訪問し，京都大学の原子核理論研究室でα粒子散乱の後方角異常現象について討論する．１９８５年にはブリンクのいるオックスフォード大学・理論物理学研究所に滞在し軽い重イオン核融合反応断面積の励起関数にあらわれる未知の振動模様の発現機構について共同研究する．振動模様が内部波と外部波の干渉で生じることを発見する．１９８５年秋，α粒子の後方角異常現象に興味を持って研究していたベルギー・モンス大学のミシェル(F. Michel)を訪問し，ブリュッセル大学のライデマイスター（G. Reidemeister）も加わりα粒子と40Caの核融合反応機構について共同研究を始める．α＋40Ca 核融合反応断面積の励起関数に見られる振動模様が複合系44Ti核のアルファ・クラスター構造によって引き起こされることを発見する．１９８０年代前半までに日本を中心に進展した原子核のクラスター構造の理論的研究で，軽い原子核ではクラスター模型が殻模型や集団模型では説明できない現象をも含めて核構造を包括的に説明でき非常に有効な模型であることが確立しつつあった．しかし，質量数４０以上の重い原子核領域では殻模型構造の根拠となっているスピン・軌道力が非常に重要になるが，その力は他方でα粒子を壊す働きをするので，44Tiのような重い原子核ではアルファ・クラスター構造模型は成立せず殻模型構造的になると考えられていた．α粒子散乱後方角異常と核構造の統一的理解の視点から，α＋40Ca系の核融合反応研究を発展させ，典型核である44Ti原子核においてアルファ・クラスター構造が存在しその証拠となる負パリティ回転アルファ・クラスターバンドの存在することを１９８６年に理論的に予言．その回転アルファ・クラスターバンドの状態は１９９０年大阪大学核物理研究センターのAVF加速器と精密測定器「雷電」を用いて東北大学の山屋 堯らの実験チームによる探索実験で理論の予言通り発見される．理論家として最初から山屋らの実験チームによる実験に加わり実験中に助言を行う．１９９３年にはベルリンのハーン・マイトナー研究所（現在のヘルムホルツ研究所）のサイクロトロンを用いた実験でグアゾ－ニ（P.Guazzoni）のチームによっても予言された44Tiのアルファ・クラスター回転バンドの状態が確認された．１９８８年に『Progress Theoretical Physics』誌にて４０Ca原子核にもアルファ・クラスター構造をもつ負パリティ回転バンドの存在を予言．予言されたアルファ・クラスター状態は１９９３年阪大学核物理研究センターのAVF加速器と精密測定器「雷電」を用いて東北大学の山屋らの実験チームにより発見された．質量数４０以上のfp殻領域の原子核においてアルファ・クラスター構造が存在しアルファ・クラスター模型が成立することが理論的・実験的に確立され，重い原子核の領域へアルファ・クラスター研究が大きく切り開かれることとなった．アルファ・クラスターが質量数４０付近の他の核でも存在することやアルファ・クラスターの負パリティ回転バンド状態がいくつかに分岐することも微視的理論研究で明らかになった．α粒子散乱の後方角異常とアルファ・クラスター構造の存在が同じ相互作用ポテンシャルでもって統一的に理解できること示された．ブリンクらは後方角異常現象が標的原子核の内部領域まで侵入した波である内部波によると半古典的手法で証明したが，その内部波が44Tiにおけるアルファ・クラスター構造の存在と関係していることが明らかになった．１９９５年には質量数９０付近の94Moと212Poの原子核においてもアルファ・クラスター構造が存在するとの論文を発表．さらに重い核の領域でのアルファ・クラスター構造研究のさきがけとなった．
２０００年頃からは原子核虹の本格的研究に着手する．原子核のクラスター構造の発現と原子核虹の発現が基本的に密接に関係していることがα粒子以外のクラスター構造についてさらに明らかにされる．原子核のクラスター構造も原子核虹も同じ原子核間相互作用から発現する現象であり，前者は同一相互作用による低いエネルギー（負エネルギー）での量子的構造現象とみなされ，他方，後者の原子核虹は同一相互作用による波長が短く古典的描像がよい高いエネルギーでの散乱現象とみることができる．基底状態あるいは低い励起エネルギーに存在するアルファ・クラスター状態は「凍結した原子核虹」と理解することもできる．α粒子以外の系において16Ｏ＋16Ｏの散乱とクラスター構造の統一的記述する視点からの研究で，32S 原子核の低い励起状態からはじまる16Ｏ＋16Ｏクラスターバンド構造が存在することを示した．16Ｏ＋16Ｏにきれいに見られる原子核虹の明暗縞模様の生成機構について研究し，明るい部分に生じるエアリー縞模様が遠側波である屈折波の内部波と障壁波のふたつの波の干渉で生じていることを『フィジカル・レビュー・レター』誌で明らかにした．原子核は中心部から表面まで物質密度，すなわち屈折率が放物レンズのように滑らかに変化するルネブルグ・レンズの性質を有することを示した．屈折率が原子核内で滑らかに変化するため，核内での反射が起こらないので，原子核虹には雨滴による地上の虹（ニュートン虹）と違って，副虹が生じるとは考えられていなかったが，２０１４年の論文で16Ｏ+12C の原子核虹において副虹が存在することを示した．長い間16Ｏ+12C　虹散乱においてよく用いられる原子核間ポテンシャルで理解できなかった難問が副虹の存在として解決された．原子核内では核力の強い引力による屈折のみで，反射が起こらないのになぜ副虹が生じるかについて，原子核が内部構造をもつことにより入射した波が他の励起状態を経由すること，つまり異なる別のチャンネルのポテンシャルを感受することがあたかも反射を受けると同じ役割をはたし，原子核虹の副虹が発現することが明らかにされた．２０１５年には１２C+13C　の原子核虹にも副虹が存在するが明らかにされた．現在まで原子核副虹が知られているのはこの２例である．原子核虹と光による地上虹との類似性と異質性についても研究し，２０１４年には地上虹で見られる虹の「さざなみ状の縞模様」(ripple)が原子核虹にも存在することを発見した．雨滴による地上虹では，反射回数０の屈折光には偏向関数に極値が現れないので，虹（ニュートンのゼロ次の虹）は出現しない．ニュートン（I. Newton）自身ははなぜ屈折のみによる虹が存在しないか不思議に思い探しつづけ，著書『光学』で水滴ではなく氷粒であれば起こりうると考えた．ニュートンが探し求めた雨滴によるゼロ次の虹はマクロな古典力学的な光の虹には存在しないが，ミクロの世界で量子力学の虹として原子核虹に発現し，自然における虹はなにひとつ欠けることなくマクロ・ミクロあわせて美しく論理的に完結していることが判明する．地上の虹がニュートン虹と呼ばれるのにたいし，湯川核力により引き起こされる原子核虹を湯川虹と呼ぶことを提唱している．
２０００年代にはアルファ・クラスター構造がきわめて発達してα粒子が気体状にあると考えられているα粒子のボーズ・アインシュタイン凝縮の研究を行う．２００４年にはアルファ・クラスターが気体のボーズ・アインシュタイン凝縮に近いかたちで存在していると考えられる１２C原子核のホイル状態からの原子核虹を研究し，明暗縞模様のエアリー構造が通常の原子核虹と大きく変わることを『フィジカル・レビュー』誌に発表した．原子核のボーズ・アインシュタイン凝縮と虹の見え方の変化の視点から論したのはこの論文が初めてである．２０１０年には『フィジックス・レターズ　B』誌で酸素１６Ｏ核の高い励起状態において４α粒子個が団子状にならんだアルファ・クラスター構造（リニアチェイン）と考えられてきた状態が，４個のα粒子が気体状のボーズ・アインシュタイン凝縮状態にあると考えられることをα粒子の散乱現象の分析から明らかにした．α粒子凝縮は２０００年初頭から流行り始めたが，α粒子数が決まっていて保存量となっている原子核のクラスター模型では凝縮現象を特徴づける秩序変数がなく，厳格な意味で系がボーズ・アインシュタイン凝縮状態になっているかを判断することができない難点があった．２０１６年にはゴールドストーンモードを厳密に扱った秩序変数をもつ場の理論的アプローチである超流動アルファ・クラスター模型を提唱し，秩序変数にもとづいてホイル状態のα粒子がボーズ・アインシュタイン凝縮状態にあるとして理解できることを初めて示した．深い引力に起因する虹散乱の研究をもとに２０１６年には核力に関する論文を書き，核力の短距離領域では通常強い斥力があると考えられているが，核子がクオーク複合粒子の内部構造をもつによるパウリ原理を考慮すると，短距離領域ではパウリ非許容状態を包含する非常に深い引力芯をもつと考えるべきとの説を『フィジカル・レビュー　C』誌に発表している．似たような考えはソ連のNeudatchinがパウリ原理の考察から出しているが，虹散乱のアプローチからも引力芯が支持されるということである．通常の短距離斥力芯核力と引力芯核力は全く別物のように見えるが，１９８７年のBayeの超対称性理論によると両者は数学的には同等であることが証明される．超対称理論により短距離引力芯核力は引力芯核力ポテンシャルから導出される．短距離引力芯に特有の現象が見つかるかは興味がもたれているが，強い引力による制動放射（Bremsstrahlung）の観測などが有力な候補の一つであるが説得力ある実験はいままでのところ報告されていない．２０２０年には従来のアルファ・クラスター構造の通説を超越したアルファ・クラスター構造超固体説の提唱を提唱している．アルファ・クラスター構造は原子核の内部でα粒子が幾何学的配置をとっているとする考えで，回転バンド構造の出現などでその固体的描像は多くの実験的研究と理論的研究で確立してきた．２０２０年には先の場の理論的アプローチである超流動クラスター模型を炭素原子核１２C　の低い励起状態に適用し，そのエネルギー・スペクトラムがよく説明できることを示した．この研究を発展させ２０２２年には従来アルファ・クラスター構造研究に使わられてきた幾何学的配位のブリンク模型がα凝縮構造を持ち模型と数学的に全く同一であることを示し，アルファ・クラスター構造が幾何学的構造と凝縮構造（超流動）の二重性を持つことを示した．アルファ・クラスター構造ではパウリ排他原理により離れたα粒子は各最低エネルギー０ｓ状態にあり，各α粒子がつくるドブロイ波はコヒーレント波となり，系は位相が固定された凝縮状態となる．アルファ・クラスターが固体構造と超流動性を同時に持つということは超固体性を持つということである．２０２２年には４０Caの原子核においてアルファクラスター構造が超固体性があるとの説を発表した．
最近では重い原子核のニュートリノ無放出２重ベータ崩壊において従来全く無視されているアルファ・クラスター構造が重要であることを指摘している．２０２１年には４８Caの４８Tiへのニュートリノ無放出２重ベータ崩壊において，４８Tiにおいてアルファ・クラスター構造が存在することを示し，また２０２３年には９６Zrの９６Moへのニュートリノ無放出２重ベータ崩壊において９6Moにおいてアルファ・クラスター構造が存在することを示し，ニュートリノ無放出２重ベータ崩壊の崩壊寿命計算において平均場近似ではとらえられないアルファ・クラスター構造が重い原子核でも重要であるとしている．
教えをうけまじかにみた湯川秀樹の研究者として成長・行動にも関心があり，湯川秀樹が学外で一般むけに講演したのが１９３８年１１月の徳島中学講演でありことを発掘した．湯川秀樹にあこがれ京都大学の物理に進んだが，高知市出身で湯川秀樹が四国，高知のきたことがあるかへの関心がつよく湯川の著作をしらべ調査していきこの発掘にいたっている．講演を依頼した徳島中学の校長が後日湯川博士に講演記録をおくり，湯川がこれを読んで赤鉛筆で丸印をつけた本が，湯川の所蔵本の中にあることを発見した．講演先の徳島中学（現在の徳島の城南高校）にも同じ本が一部存在し発見された．さらに２０１９年には湯川秀樹が日本ではじめてとなる自身の胸像除幕式に出席するために高知（夜須町の夜須小学校）を初めて１９５４年３月訪問していたことを発掘した．湯川が米国での５年間の研究生活から帰国し，京都大学基礎物理学研究所の所長に着任した翌年のことである．湯川スミ夫人（当時は本名澄子）と一緒に訪問していた．湯川著作集にも記されず，これまで全く知られていなかった高知訪問である．２０２２年にはこの高知訪問が湯川のその後の核廃絶運動に身を捧げる人生の大きな分岐点となっていたことも明らかにされた．湯川夫妻が高知訪問した時，大久保は幼少期をすごした十市小学校（高知県南国市十市）の1年生で，その訪問を知らなかった．小学４年生の秋には高知市に転校（高知市立小高坂小学校）するも，湯川博士銅像が高知にあることも湯川秀樹夫妻が大久保の育った郷里・十市の近くを訪れていたことも全く知らぬまま，大久保は京都大学にすすむ．そして，湯川の教えを受け湯川の切り開いた原子核の研究に進むことになる．原子核虹に２個目の虹である副虹の存在をしめし湯川核力による原子核虹に湯川虹の命名を提唱するなど，不思議な因縁を感じさせる．

## 論文
- "Supersolidity of alpha cluster structure in 40Ca" S. Ohkubo. Physical Review C 106(3) 034324/1-11 2022年9月28日
- "Evidence of a higher nodal band alpha+44Ca cluster state in fusion reactions and alpha clustering in 48Ti"  S. Ohkubo. Physical Review C 104(5) 054310/1-6 2021年11月18日
- "Bose–Einstein condensation of dilute alpha clusters above the four-α threshold in 16O in the field theoretical superfluid cluster model" J Takahashi, Y Yamanaka, S Ohkubo. Progress of Theoretical and Experimental Physics 2020(9) 093D03/1-12 2020年9月30日
- "Existence of higher nodal band states with α + 48 Ca cluster structure in 52Ti "  S. Ohkubo. Physical Review C (Rapid communications) 101(4) 041301(R)/1-6 2020年4月2日  "湯川胸像除幕式への湯川秀樹先生の高知訪問:生涯の転機" 大久保茂男　素粒子論研究電子版 36(1) 1-32 2022年3月17日
- "Supersolidity of the α cluster structure in the nucleus 12C " S. Ohkubo, J. Takahashi, Y. Yamanaka．Progress of Theoretical and Experimental Physics 2020(4) 1-10 2020年4月29日
- "湯川秀樹先生のはじめての胸像は何故高知に建てられたか" 大久保茂男 素粒子論研究電子版 28(4) 1-33 2019年5月
- "Bose-Einstein condensation of α clusters and new soft mode in 12C–52Fe 4N nuclei in a field-theoretical superfluid cluster model" R. Katsuragi, Y. Kazama, J. Takahashi, Y. Nakamura, Y. Yamanaka, and S. Ohkubo. Physical Review C 98(4) 044303/1-18 2018年10月

- "Existence of inelastic supernumerary nuclear rainbow in 16O + 12C scattering" S. Ohkubo, Y. Hirabayashi, and A. A. Ogloblin. Physical Review C 96(2) 024607/1-6 2017年8月

- "Luneburg-lens-like structural Pauli attractive core of the nuclear force at short distances" S. Ohkubo. Physical Review C 95(4) 044002/1-6 2017年4月

- "Evidence for a dynamically refracted primary bow in weakly bound 9Be rainbow scattering from 16O" S. Ohkubo and Y. Hirabayashi. Physical Review C 94(3) 034601 2016年9月

- "Effective field theory of Bose-Einstein condensation of α clusters and Nambu-Goldstone-Higgs states in 12C" Y. Nakamura, J. Takahashi, Y. Yamanaka, and S. Ohkubo. Physical Review C 94(1) 014314 2016年7月

- "Luneburg-lens-like universal structural Pauli attraction in nucleus-nucleus interactions: Origin of emergence of cluster structures and nuclear rainbows" S. Ohkubo. Physical Review C 93(4) 041303(R) 2016年4月

- "Further evidence for a dynamically generated secondary bow in 13C+12C rainbow scattering" S. Ohkubo, Y. Hirabayashi, and A. A. Ogloblin. Physical Review C 92(5) 051601(R) 2015年11月

- "Airy structure in 16O+14C nuclear rainbow scattering" S. Ohkubo and Y. Hirabayashi. Physical Review C 92(2) 024624 2015年8月

- 『湯川秀樹先生の初めての一般講演』大久保茂男、素粒子論研究電子版 19(3) 2015年3月

- "Emergence of a secondary rainbow and the dynamical polarization potential for 16O on 12C at 330 MeV" R. S. Mackintosh, Y. Hirabayashi and S. Ohkubo. Physical Review C 91(2) 024616 2015年2月

- 『原子核に副虹が存在』大久保茂男、パリティ 30(2) 32-34 2015年2月
- "Evidence for a secondary bow in Newton's zero-order nuclear rainbow" S. Ohkubo, Y. Hirabayashi. Physical Review C (Rapid communications) 89(5) 051601(R) 2014年5月
- "Refractive effects and Airy structure in inelastic 16O+12C rainbow scattering" S. Ohkubo, Y. Hirabayashi, A. A. Ogloblin, Yu. A. Gloukhov, A. S. Dem'yanova, and W. H. Trzaska. Physical Review C 90(6) 064617 2014年12月

- "Similarity between nuclear rainbow and meteorological rainbow: Evidence for nuclear ripples" S. Ohkubo and Y. Hirabayashi. Physical Review C (Rapid communications) 89(6) 061601 2014年6月

- "Evidence for a secondary bow in Newton's zero-order nuclear rainbow" S. Ohubo and Y. Hirabayashi. Physical Review C (Rapid communications) 89(5) 051601 2014年5月

- "Unification of Airy structure in inelastic α+16O scattering and α-cluster structure with core excitation in 20Ne (Highlighted paper)" Y. Hirabayashi and S. Ohkubo. Physical Review C (Highlighted paper editor's suggestion) 88(1) 014314 2013年7月

- "Cluster structure and deformed bands in 38Ar" T. Sakuda and S. Ohkubo. Nuclear Physics A 908 73-76 2013年4月
- "Observation of an Airy minimum in elastic and inelastic scattering of 3He from 12C at 50.5 and 60 MeV, and α-particle condensation in 12C" Sh. Hamada, Y. Hirabayashi, N. Burtebayev, and S. Ohkubo. Physical Review C 87(2) 024311 2013年2月
- "Existence of an Exotic Torus Configuration in High-Spin Excited States of 40Ca" T. Ichikawa, J. A. Maruhn, N. Itagaki, K. Matsuyanagi, P.-G. Reinhard, and S. Ohkubo. Physical Review Letters 109(23) 112501 2012年12月
- 『原子核発見100年をむかえて (カラー）』大久保茂男、素粒子論研究(電子版）12 2012年8月

- "Linear Chain Structure of Four-α Clusters in 16O (Focus paper)" T. Ichikawa, N. Itagaki, A. Maruhn, and S. Ohkubo. Phys. Rev. Lett. 107(11) 112501 2011年9月
- "Alpha particle condensation in 16O" S. Ohkubo and Y. Hirabayashi. International Journal of Modern Physics E 20(4) 880-884 2011年4月
- "Enhanced E1 transitions and alpha+ 208Pb(3-) clustering in 212Po" Y. Suzuki and S. Ohkubo. Physical Review C (Rapid communications) 82(4) 041303 2010年10月

- "α-particle condensate states in 16O" S. Ohkubo and Y. Hirabayashi. Physics Letters B 684(2-3) 127-131 2010年2月

- "α cluster states in 44,46,52Ti" M. Fukada, M. K. Takimoto, K. Ogino, and S. Ohkubo. Physical Review C 80(6) 064613 2009年12月
- "Alpha clustering and weak coupling in the 93Nb region" S. Ohkubo. International Journal of Modern Physics A 24(11) 2035-2042 2009年4月
- "Evidence for higher nodal band states with 3He cluster structure in 19Ne and prerainbows in 3He+16O scattering" S. Ohkubo and H. Hirabayashi. Physical Review C (Rapid communications) 77(4) 041303 2008年4月

- "Evidence for strong refraction of 3He in an alpha particle condensate" S. Ohkubo and H. Hirabayashi. Physical Review C 75(4) 044609 2007年4月
- "Nuclear rainbow scattering and nucleus-nucleus potential" D. T. Khoa, and W. von Oertzen, H. G. Bohlen, and S. Ohkubo. Journal of Physics G 34(3) R111-R164 2007年3月

- "Unexpected transparency in the scattering of fragile 6Li and 6He nuclei" F. Michel and S. Ohkubo. Europen Physical. Journal Special Topics 150(1) 41-42
- 『四国88ヵ所遍路巡礼路の数理的構造』大久保茂男、高知女子大学紀要 53 37-50 2006年3月

- "Airy minima in the scattering of weakly bound light heavy-ion" F. Michel and S. Ohkubo. Physical Review C 72(5) 054601 2005年11月
- "Alpha Cluster States in 38Ar Observed via the 34S(7Li, tα)34S Reaction" M. Fukada, M. Ohmura, F. Harima, K. Ogino, K. Takimoto, and S. Ohkubo. Physical Review C 71(6) 067602/1-4 2005年6月
- 『クラスター模型の展開』（カラー版プロシ－ディングス）大久保茂男『学問の系譜 －アインシュタインから湯川・朝永へ－』（京都大学基礎物理学研究所発行）28-41 2005年3月 招待講演。
- "Superdeformation and alpha-cluster structure of the nucleus 36Ar" T. Sakuda and S. Ohkubo. Nuclear Physics A 744 77-91 2004年11月
- "Bose-Einstein condensation of alpha-particles and Airy structure in nuclear rainbow scattering" S. Ohkubo and Y. Hirabayashi. Physical Review C (Rapid communications) 70(4) 041602(R) 2004年10月

- Airy structure in inelastic light-ion and light heavy-ion scattering" F. Michel and S. Ohkubo. Physical Review C 70(4) 044609 2004年10月
- "Airy structure in inelastic light heavy-ion scattering?" F. Michel and S. Ohkubo. Nuclear Physics A 738 231-235 2004年6月
- "Evolution of Airy structure in 12C(12C,12C)12C between 5 and 10 MeV/A" F. Michel and S. Ohkubo. European Physical Journal A 19(3) 333-339 2004年2月
- "Parity-doublet 16O+12C cluster bands in 28Si" S .Ohkubo and K. Yamashita. Physics Letters B 578(3/4) 304-309 2004年1月
- "16O+ 16O Molecular structure and Superdeformation in 32S" S. Ohkubo. Heavy Ion Physics 18(2-4) 287-288 2003年11月

- "Airy structure in rainbow scattering and nucleus-nucleus interaction" S. Ohkubo. Nuclear Physics A 722 414c-418c 2003年7月
- "The optics of nuclear light heavy-ion scattering" F. Michel, F. Brau, and S .Ohkubo. Physicalia Magazine (Journal of Belgium Physical Society) 25 17-34 2003年 [査読有り]
- "16O+ 16O Molecular structure and Superdeformation in 32S"Shigeo Ohkubo. Proceedings of the Symposium on Nuclear Clusters (2003, EP systema, Debrechen) eds. R. Jolos and W. Scheid 161-162 2003年
- "Cluster structure and collective behavior of the nucleus 48Cr" T. Sakuda and S. Ohkubo. Nuclear Physics A 712(1) 59-71 2002年12月
- "Luneburg lens approach to nuclear rainbow scattering" F. Michel, G. Reidemeister, and S. Ohkubo. Physical Review Letters 89(15) 152701 2002年10月
- "Evidence for 16O+ 16O cluster bands in 32S" S. Ohkubo and K. Yamashita. Physical Review C (Rapid communications) 66(2) 021301(R) 2002年
- "Alpha scattering from nonclosed shell nucleus 12C and alpha-nucleus" Y. Hirabayashi and S. Ohkubo. Physics of Atomic Nuclei 65(4) 683-688 2002年
- "Airy structure in 16O+16O elastic scattering between 5 and 10 MeV/nucleon" F. Michel, G. Reidemeister, and S. Ohkubo. Physical Review C 63(3) 034620 2001年3月
- "Barrier-internal decomposition and Airy minima in 16O+16O scattering" F. Michel, G. Reidemeister, and S. Ohkubo. Physical Review Letters 85(9) 1823-1826 2000年8月
- "Unexpected transparency in low energy 90Zr(alpha,alpha)　scattering and alpha-cluster structure in 94Mo" F. Michel, G. Reidemeister, and S. Ohkubo. Physical Review C (Rapid communications) 61(4) 041601 2000年4月
- "Alpha-cluster structure of 44Ti in core-excited alpha+40Ca model" S.Ohkubo, H.Hirabayashi and T.Sakuda. Physical Review C 57(5) 2760-2762 1998年5月
- "Structure study of 43Sc by alpha + 39K cluster model" T.Sakuda and S.Ohkubo. Physical Review C 57(3) 1184-1191 1998年3月
- Introduction S.Ohkubo, M.Fujiwara and P.E.Hodgson "Progress of Theoretical Physics Supplement" 132 1-6 1998年
- "Local potential model approach to the alpha-nucleus interaction and alpha-cluster structure in nuclei" F.Michel, S.Ohkubo and G.Reidemeister. Progress of Theoretical Physics Supplement 132 7-72 1998年
- "Alpha-cluster study of 40Ca and 44Ti by the (6Li,d) reaction" T.Yamaya, K.Katori, M.Fujiwara, S.Kato and S.Ohkubo. Progress of Theoretical Physics Supplement 132 73-102 1998年
- "Microscopic study of coexistence of alpha-cluster and shell-model structure in the 40Ca- 44Ti region" T.Sakuda and S.Ohkubo. Progress of Thoretical Physics Supplement 132 103-133 1998年
- "Alpha-cluster states above the threshold energy in 44Ti" T.Yamaya, K.Ishigaki, H.Ishiyama, T.Suehiro, S.Kato, M.Fujiwara, K.Katori, M.H.Tanaka, S.Kubono, V.Guimares, and S.Ohkubo. Physical Review C 53(1) 131-136 1996年1月
- "Alpha-clustering and structure of 94Mo and 212Po" S. Ohkubo． Physical Review Letters 74(12) 2176-2179 1995年